# Ninja Turtles: The Next Mutation
Ninja Turtles: The Next Mutation (NT:TNM) eller Saban's Ninja Turtles: The Next Mutation är en TV-serie producerad av Saban Entertainment som sände den i Fox Kids 1997-1998. Denna kortlivade TV-serie är löst baserad på Mirage Studios Teenage Mutant Ninja Turtles.
Serien introducerade mycket nytt för TMNT, såsom många nya fiender och en armé av humanoida drakar, kända som "The Rank", vilka leddes av Dragonlord. Serien påstods först av många vara en fortsättning på 1987 års tecknade TV-serie, men under seriens gång framkom likheter med långfilmerna. Sköldpaddorna lever i samma övergivna tunnelbanestation som i andra och tredje långfilmen och Splinters ena öra är avskuret, precis som i långfilmerna. Dock ser många långfilmerna och serien som olika versioner, med olika stil. Shredder lever fortfarande (inte som "Super Shredder") och April O'Neil och Casey Jones är frånvarande.
Ett uppmärksammat koncept var en kvinnlig mutantsköldpadda vid namn Venus de Milo, namngiven efter den antika grekiska skulpturen. Venus var kunnig i såväl mystik som ninjutsu och bar en ljusblå mask som var flätad baktill, så hon hade hästsvans.
Sköldpaddornas vapen skiljer sig i serien från dem de använt i tidigare produktioner: Leonardo bar ett dubbelklingat ninjatōsvärd istället för två, Raphaels tvillingsai kunde kombineras som stav och för att undvika länders censur använde Michelangelo tonfas. Censuren i Storbritannien gjorde serien känd, samt i vissa andra länder, blev känd som Hero Turtles: The Next Mutation.
Bland det som gjorde serien mest berömd fanns en femte mutantsköldpadda, flickan Venus de Milo som var kunnig i såväl mystik som ninjutsu och bär en ljusblå mask som var flätad baktill, så hon hade hästsvans. Dock misstog vissa henne för att utöva kung fu istället för ninjutsu på grund av många hennes av stridstekniker och utrustning. Venus spelades av Nicole Parker och hennes röst lästes av Lalainia Lindbjerg.
Serien spelades in i Vancouver i British Columbia, Kanada.
I Sverige visades serien runt sekelskiftet 1999-2000 i kanalen Fox Kids.

## Power Rangers
Förutom i The Next Mutation medverkade sköldpaddorna även som "gäster" åt Power Rangers i Power Rangers In Space, i avsnittet "Shell Shocked" som följer "Save Our Ship". Avsnittet sändes den 21 februari 1998. Astronema hjärntvättade sköldpaddorna och fick dem att slåss mot Power Rangers. Då Power Rangers bröt hjärntvätten besegrade de tillsammans Astronemas styrkor. Innan sköldpaddorna gav sig av sågs de rymdsurfa på Power Rangers "galaxglidare". Många menar att sköldpaddorna och Power Rangers lever i samma "fiktiva universum".

## Serien avslutad
Produktionen av serien upphörde i mitten av 1998, och för första gången sedan 1987 fanns inte Turtles i TV-rutan. Strax efter att serien avbröts fanns planer på en animerad version, vilket dock aldrig blev verklighet.

## Hemvideo
De fem första avsnitten släpptes på VHS. 
Hela serien, som "Hero Turtles", släpptes på DVD i Storbritannien av Jetix Films. Serien delades då in i två volymer, så vardera motsvarade en skiva. Volym 1 släpptes i juli 2007 och volym 2 i februari 2008. I vissa delar av världen släpptes serien på diverse modersmål, som i Tyskland, Frankrike, Israel, Polen och Italien. Shout! Factory släppte första volymen av Ninja Turtles: The Next Mutation den 4 september 2012.
Serien gjordes även tillgänglig för över Netflix.

## Medverkare
- Leonardo: Gabe Khouth
  - Röst åt Leonardo: Michael Dobson
- Michaelangelo: Jarreed Blancard
  - Röst åt Michaelangelo: Kirby Morrow
- Donatello: Ricard Yaw
  - Röst åt Donatello: Jason Gray-Stanford
- Raphael: Mitchell A. Lee Yuen
  - Röst åt Raphael: Matt Hill
- Venus de Milo: Nicole Parker
  - Röst åt Venus: Lalainia Lindbjerg
- Splinter: Fiona Scotty
  - Röst åt Splinter: Stephen Mendel
- Shredder: Patrick Pon
- Dragon Lord: Gerald Wong
  - Röst åt Dragon Lord: Christopher Gaze
- Wick: Adam Behr, Bill Terezakis
  - Röst åt Wick: Lee Tockar
- Rank Lieutenant: Andrew Kavadas
- Silver: Gary Chalk
- Monkey Thief Mick: Michael Dobson
- Monkey Thief Dick: Ronnie Way
- Chi Chu: Lauren Attadia
  - Röst åt Chi Chu: Sherry Thorson
- Vam-Mi: Saffron Henderson
- Bonesteel: Scott McNeil
- Bing: Justin Soon
  - Röst åt Bing: Colin Musback
- Chung I: Chong Tseng

## Avsnittsguide
| Avsnitt | Avsnittsnamn             | Sändningsdatum    |
| ------- | ------------------------ | ----------------- |
| 01      | "East Meets West" del 1  | 12 september 1997 |
| 02      | "East Meets West" del 2  | 19 september 1997 |
| 03      | "East Meets West" del 3  | 26 september 1997 |
| 04      | "East Meets West" del 4  | 3 oktober 1997    |
| 05      | "East Meets West" del 5  | 10 oktober 1997   |
| 06      | "Staff of Bu-Ki"         | 17 oktober 1997   |
| 07      | "Silver & Gold"          | 24 oktober 1997   |
| 08      | "Meet Dr. Quease"        | 31 oktober 1997   |
| 09      | "All in the Family"      | 7 november 1997   |
| 10      | "Trusting Dr. Quease"    | 14 november 1997  |
| 11      | "Windfall"               | 21 november 1997  |
| 12      | "Turtles Night Out"      | 28 november 1997  |
| 13      | "Mutant Reflections"     | 5 december 1997   |
| 14      | "Truce Or Consequence"   | 12 december 1997  |
| 15      | "Sewer Crash"            | 19 december 1997  |
| 16      | "Going Ape"              | 9 januari 1998    |
| 17      | "Enemy of My Enemy"      | 16 januari 1998   |
| 18      | "King Wick"              | 23 januari 1998   |
| 19      | "The Good Dragon"        | 30 januari 1998   |
| 20      | "The Guest"              | 6 februari 1998   |
| 21      | "Like Brothers"          | 13 februari 1998  |
| 22      | "Unchain My Heart" del 1 | 20 februari 1998  |
| 23      | "Unchain My Heart" del 2 | 27 februari 1998  |
| 24      | "Unchain My Heart" del 3 | 6 mars 1998       |
| 25      | "Unchain My Heart" del 4 | 13 mars 1998      |
| 26      | "Who Needs Her"          | 20 mars 1998      |

### Fotnoter
1. ↑  Gina Misiroglu, The Superhero Book: The Ultimate Encyclopedia of Comic-Book Icons and Hollywood Heroes, Visible Ink Press, 5 april 2013, ISBN 1-57859-375-1.[källa från Wikidata]
2. ↑  ”Teenage Mutant Ninja Turtles On TV”. IGN. http://uk.tv.ign.com/articles/774/774796p1.html. Läst 15 augusti 2010.
3. ↑  IMDB
4. ↑  Millenniumeffect.co.uk Arkiverad 27 september 2007 hämtat från the Wayback Machine.
5. ↑  Rikard Eriksson (18 januari 2013). ”Ninja Turtles: The Next Mutation”. Filmfenix. Arkiverad från originalet den 17 januari 2020. https://web.archive.org/web/20200117001100/http://filmfenix.se/ninja-turtles-the-next-mutation/. Läst 16 september 2017.
6. ↑  ”Popkorn”. 30 juni 2006. Arkiverad från originalet den 29 maj 2010. https://web.archive.org/web/20100529021509/http://popkorn.nu/topplistor/topp-10_ttt.html. Läst 17 februari 2012.
7. ↑  Lambert, David (8 juni 2012). ”Ninja Turtles: The Next Mutation - Saban's Live-Action Show Comes to DVD from Shout! Factory”. TVShowsOnDVD.com. Arkiverad från originalet den 11 juni 2012. https://web.archive.org/web/20120611180505/http://www.tvshowsondvd.com/news/Ninja-Turtles-Mutation-Volume-1/17065. Läst 8 juni 2012.